# Simpsons Roasting on an Open Fire
"Simpsons Roasting on an Open Fire" este un episod din The Simpsons din primul sezon. A fost primul episod complet din The Simpsons care a fost difuzat. A fost difuzat pentru prima dată pe 17 decembrie 1989.

## Complot
După ce au participat la concursul de Crăciun din Springfield Elementary School, Simpsonii se pregătesc pentru sezonul de vacanță. Bart și Lisa îi scriu scrisori lui Moș Crăciun; Lisa cere un ponei, iar Bart vrea un tatuaj, dar Marge și Homer îi interzic lui Bart să-și facă tatuaj și îi spun Lisei că un ponei nu ar încăpea pe sania lui Moș Crăciun. A doua zi, Marge îi ia pe copii la cumpărăturile de Crăciun la mall. În timpul cumpărăturilor Bart se furișează pentru a-și face un tatuaj cu textul “mama” pe brațul său, crezând că lui Marge îi va plăcea. Înainte ca artistul să poată termina tatuajul, Marge îl găsește pe Bart și îl trage la dermatolog pentru a-i scoate tatuajul. Ea cheltuiește întregul buget pentru vacanță al familiei pentru această procedură, gândindu-se că bonusul de Crăciun al lui Homer va acoperi cheltuielile cu cadourile.
La centrală însă, șeful lui Homer, Charles Montgomery Burns, anunță că angajații nu vor primi bonusuri de Crăciun anul acesta. Când află că Marge a cheltuit banii de vacanță ai familiei pentru îndepărtarea tatuajelor, Homer se angajează la sugestia prietenului său Barney Gumble ca Moș Crăciun în centrul comercial. În timp ce se afla la mall, Bart îi scoate barba lui Moș Crăciun, dezvăluind secretul lui Homer. Bart își cere scuze pentru glumă și îl laudă pe tatăl său pentru că și-a luat job suplimentar pentru a oferi familiei cadouri de Crăciun. După ce concertul lui Moș Crăciun al lui Homer plătește mult mai puțin decât se aștepta din cauza deducerilor fiscale mari, el și Bart primesc un sfat pentru cursele de ogari de la Barney.
La Springfield Downs, Homer își pariază toți banii pe o intrare din ultimul moment, pe ogarul numit Moșul mic ajutător al lui Moș Crăciun, o lovitură lungă de 99-1. Ogarul termină cursa pe ultimul loc. Pe măsură ce Homer și Bart părăsesc pista, îl văd pe proprietarul câinelui reprimându-l și abandonându-l pentru că a pierdut cursa. Bart îl roagă pe Homer să păstreze câinele ca animal de companie; se întorc acasă și Bart îl prezintă pe Micul Ajutor al lui Moș Crăciun drept câine de familie, în timp ce Homer mărturisește că nu a primit bonusul de Crăciun. Familia este încântată de gestul lui Homer și sărbătorește cântând „Rudolph the Red-Nosed Reindeer”.